# Planociampa medialis
Planociampa medialis là một loài bướm đêm trong họ Geometridae.